# Miostauropus mioides
Miostauropus mioides är en fjärilsart som beskrevs av George Francis Hampson 1904. Miostauropus mioides ingår i släktet Miostauropus och familjen tandspinnare. Inga underarter finns listade i Catalogue of Life.